# Lingua tartessica
Il Tartessico è una lingua estinta pre-romana, un tempo parlata nella Spagna meridionale. Verosimilmente non ha parentele con altre lingue, comprese le lingue indoeuropee o l'iberico ed è perciò considerata una lingua isolata.
Il nome "Tartessico" è convenzionale, in quanto non è sicuro che fosse la lingua parlata nell'antico regno di Tartesso.
I più antichi testi indigeni conosciuti del territorio iberico sono scritti in Tartessico e risalgono a un periodo compreso tra il settimo e il sesto secolo a.C. Le iscrizioni sono redatte in una varietà dell'alfabeto iberico (in realtà una scrittura semi-sillabica) e furono trovate nella zona dove si suppone sia esistita la città di Tartesso, e nei suoi dintorni, precisamente nella Andalusia occidentale, in Portogallo meridionale (Algarve) e alcune in Estremadura. Allo stesso sistema di scrittura appartengono le monete trovate a Salacia, una piccola località situata in Portogallo, tra i fiumi Tago e Guadiana, monete che risalgono al 200 a.C. circa.
Le difficoltà di comprensione della lingua sono dovute prima di tutto alla scrittura stessa: la maggior parte delle iscrizioni, infatti, è concentrica e senza segni di interpunzione, cosicché le parole non sono separate (cosiddetta scriptio continua). Inoltre alcuni segni di tale scrittura non sono stati ancora decifrati.
Anche se (si veda oltre) sono state avanzate delle ipotesi per avvicinare il tartessico alle lingue indoeuropee, vi è un maggior consenso sul fatto che questa lingua fosse pre-indeuropea, forse legata al basco e alle lingue iberiche (sia pure in un modo non ancora ben compreso), forse come lingua isolata. Resta il fatto che è indecifrata e apparentemente molto peculiare e, come le lingue iberiche, adottava un sistema di scrittura semi-sillabico ed aveva 5 vocali (presumibilmente tutte brevi).

## Ipotesi anatolica
Nelle iscrizioni tartessiche è stata isolata la formula bare nabe keenti, con la variante bare nabe keeni, che potrebbe avere significato funerario, del tipo "in questo luogo giace". Infatti, secondo Stig Wikander, ci sarebbe un equivalente nelle iscrizioni funerarie licie dove si trova il termine sijeni che significa "situs est". In questo caso la radice di riferimento è *kei- "giacere" (cfr. greco κειμαι/keimai, sanscrito śawte), con suffisso uguale a quello dei verbi ittiti tipo ijannai. Secondo Wikander l'alternanza fra keenti e keeni indicherebbe rispettivamente il plurale e il singolare come nella coniugazione anatolica hi.
Inoltre nel termine nabe bisognerebbe riconoscere la desinenza indoeuropea *-bhi, che indica il caso locativo.
Altro elemento di presunta affinità anatolica sarebbe una desinenza -el che indicherebbe il caso genitivo.

## Ipotesi celtica

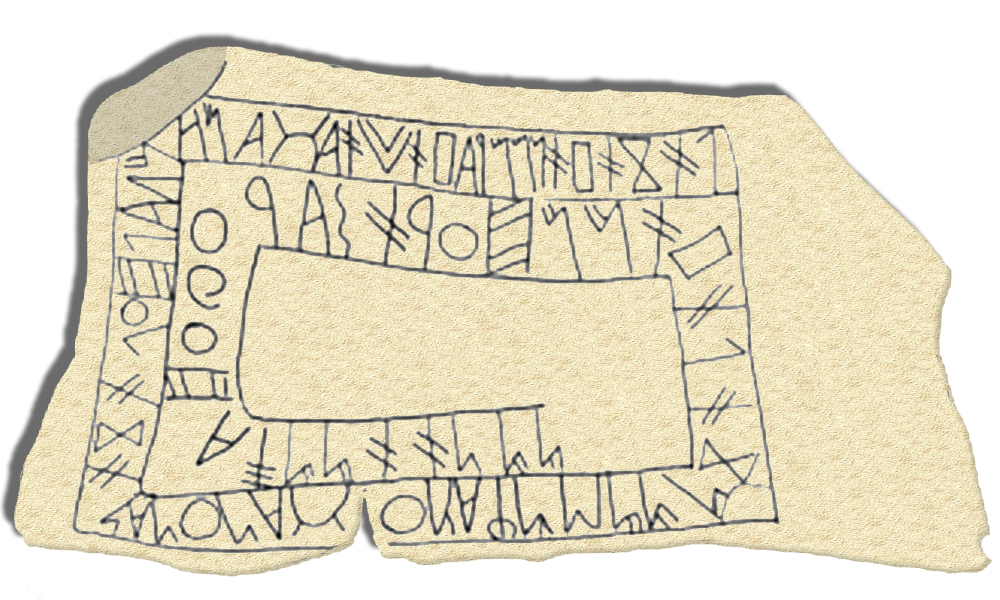
Fonte Velha (Bensafrim, Lagos), recante la iscrizione "lokooboo niiraboo too aŕaia i kaaltee...", nella quale José Antonio Correa ritiene di aver identificato una invocazione del dio Lug.

Recentemente, José Antonio Correa ha confermato il valore verbale di keeni/keenti, ma l'incertezza della decifrazione lo fa esitare sugli altri elementi dell'iscrizione. Ad esempio non ritiene sicura la lettura del finale -be in nabe, per cui scarta il possibile locativo.
D'altra parte è riuscito a identificare dei nomi di persona che avrebbero dei corrispondenti nelle lingue indoeuropee della penisola iberica (soprattutto nel Celtiberico): turaaio (Turaius), poti (Boutius), tala (Talaus), tirtos (Trita e Tritus).
Ha identificato un altro verbo con desinenza -nt- (arenti), come già keeni/keenti, e un possibile locativo plurale in -bo, dall'indoeuropeo *-bho, che si troverebbe nell'espressione logabo niirabo, dove Correa ritiene di intravedere una citazione del dio celtico Lúg al plurale (caso già noto in altri contesti linguistici dell'antica Hispania).
Secondo Correa, tutto questo, sebbene non sia schiacciante, potrebbe essere indizio di una correlazione genetica tra il Tartessico e le lingue celtiche.